# Robert Gardeil
Pour les articles homonymes, voir Gardeil.
Robert Gardeil, né le 25 novembre 1921 à Lectoure (Gers) et mort le 2 novembre 2015 à Mimet (Bouches-du-Rhône) est un homme politique français.

## Détail des fonctions et des mandats
Mandat parlementaire
- 30 juin 1968 - 1er avril 1973 : Député de la 5e circonscription des Bouches-du-Rhône